# Donald Sadler
Donald Sadler   (Dewsbury, 22 d'agost de 1908 - Bexhill, 24 d'octubre de 1987) va ser un astrònom anglès.
Sadler va desenvolupar una reputació internacional pel seu treball en la preparació d'almanacs astronòmics i de navegació. Va treballar com a Superintendent de l'Oficina de l'Almanac Nàutic de Sa Majestat des de 1937 fins al 1971. A més, va ser president del Royal Institute of Navigation (1953-1955) i de la Royal Astronomical Society (1967-1969) i secretari general de la Unió Astronòmica Internacional (1958-1964). Pels seus serveis durant la Segona Guerra Mundial va rebre l'Orde de l'Imperi Britànic el 1948.